# LS빌드윈
LS빌드윈은 1997년 외장재 사업 추진을 위해서 LS전선과 영국의 슈미들린이 합작하여, 슈미들린코리아를 만들면서 시작되었다. 2005년 LS전선의 100% 자회사로 편입하면서 사명을 알루텍으로 변경하였고, 2017년 3월 LS전선의 전력시공 사업을 편입하고 LS빌드윈으로 사명을 변경하였다. 2024년 LS마린솔루션의 자회사로 편입되였다.